# El Expreso Imaginario
El Expreso Imaginario fue una revista argentina fundada en agosto de 1976. Su contenido abarcaba diversos temas desde un punto de vista "alternativo" (temáticas que eran poco tratadas por los medios masivos de comunicación) y uno de ellos era la música rock. Su auge se produjo durante la época en que la Argentina era gobernada por una dictadura militar autodenominada Proceso de Reorganización Nacional. Se publicó hasta enero de 1983.

## Historia
En 1974 Jorge Pistocchi dirigía la revista Mordisco (y también se había desempeñado en la revista Pelo) y tuvo la idea de crear la revista Expreso Imaginario para hablar de otros temas que no fueran solo la música rock. Pensada en un primer momento como suplemento de la revista de rock Mordisco y anunciada su salida en el último número, Expreso Imaginario terminó corporizándose luego de un año y medio en un proyecto con vida propia. Luego de innumerables reuniones con Edy Rodriguez y Pelusa Confalonieri, que habían sido redactor y diagramador de Mordisco, respectivamente, quienes diseñaron tapas y bocetos durante 1975. En 1976 Jorge Pistocchi fue quien se encargó de reunir a un grupo más amplio de colaboradores, entre los que se encontraban Pipo Lernoud, Horacio Fontova, Alfredo Rosso, quien trajo a su compañero del servicio militar, Claudio Kleiman y Fernando Basabru. A través de Luis Alberto Spinetta, Pistocchi conoce a Alberto Ohanián, abogado y representante de Almendra, quien finalmente se convierte en el editor de la publicación.
Del contexto en el cual se vivía en el país al momento que se gestó la publicación, Pistocchi relata:

En esa época era muy difícil pensar con libertad, estaban todos de un lado o del otro, era blanco o negro. Yo intuía que podíamos plantear un montón de cosas por medio de una revista. Pensábamos que la realidad podía ser también otra cosa.

El 6 de agosto de 1976 sale a la venta el primer número, del que se imprimieron 15.000 ejemplares. En el primer ejemplar se anunciaba una entrevista con el tenista Guillermo Vilas. Según Pistocchi, esa nota era "para despistar un poco, como diciendo: es una revista de variedades... Lo cierto es que rápidamente nos consolidamos como medio. Nuestra publicación era aparentemente casi ingenua (...) Pero sabíamos que éramos observados por los militares. Creo que estaban viendo que hacer con nosotros".
La revista se producía mediante decisiones grupales, que se tomaban en reuniones en las oficinas de Av. Cabildo y Teodoro García. Como características distintivas, se puede nombrar la variedad de temas tocados además del rock (que se incluía en una sección llamada "Mordisco"), por ejemplo la ecología, la antimateria, John Cage y el I Ching, y otros tópicos ignorados en las revistas y diarios en ese entonces. Otro distintivo fue el correo de lectores, que se convirtió en un espacio donde se podía debatir y comunicarse, en un momento donde casi todos los derechos y libertades estaban controlados por el gobierno militar. Lernoud afirma:

Buscábamos formas alternativas para hablar sobre una sociedad mejor y, pese a la época, lo pudimos hacer a través de la ciencia ficción "utilizada como metáfora", la ecología, las culturas indígenas. Pero lo que nos unía a todos era el rock.

La revista tuvo corresponsales en las principales ciudades del interior. En Córdoba era Patricia Perea, que fue la inspiración de la canción Peperina de Serú Girán. El corresponsal en Rosario fue Fito Páez, quien es actualmente un reconocido músico.
En 1979 Pistocchi abandonó la dirección, debido a que Ohanián se apoderó de los títulos de la revista, que eran de la autoría intelectual de Pistocchi. Además, Ohanián quería que en la revista se hablase más de música, para así vender más ejemplares. Según Pistocchi:

Ohanián era un comerciante que al principio se vistió de romántico. Siempre vio al Expreso como un negocio y comenzó a pautar publicidades que iban en contra de todo lo que sosteníamos desde la revista. Cuando quiso convertir al Expreso en un folletín de su productora, renuncié a la dirección y a los títulos.

La dirección de la revista quedó en manos de Pipo Lernoud, que buscó darle un estilo más latinoamericanista, manteniéndose hasta 1981, cuando Lernoud junto a Horacio Fontova se dan de baja del proyecto. Luego de esto, Roberto Pettinato fue el director de la revista durante su última etapa, convirtiéndose en una revista que sólo tocaba el tema musical.
Se publica el último número en enero de 1983. Según Ohanián:

Fue decayendo mi interés, ya no tenía a mis pares, que eran el apoyo que necesitaba, y al mismo tiempo la revista fue perdiendo su magia.

La marca fue vendida a Osvaldo Ripoll, creador de otra mítica revista argentina llamada Pelo. En 1985 intentó revivir el "Expreso Imaginario", sin éxito.
En 2000, desde FM La Tribu, el Expreso Imaginario, se convirtió en un programa de radio, que se emitía una vez por semana.
Desde 2001, Jorge Pistocchi ha organizado cinco redacciones abiertas. La primera fue en el Centro Cultural Ricardo Rojas, la segunda, multitudinaria, en 2004, se realizó en el Centro Cultural San Martín. Para esa ocasión se editó un sobre con una edición especial del Expreso Imaginario, con pósteres, postales y un CD con todas las tapas y una selección de las notas más importantes.
A principio de 2005 se editó una edición en formato tabloide, en blanco y negro. Las redacciones abiertas continuaron en La Plata, y en Rosario.

## Colaboradores
Entre los colaboradores frecuentes de la revista se destacan:
- Pipo Lernoud
- Horacio Fontova
- Alfredo Rosso
- Edy Rodriguez
- Pelusa Confalonieri
- Fernando Basabru
- José Luis D’Amato
- Miguel Grinberg
- Hugo Tabachnik
- Rubén De León
- René Olivares
- Uberto Sagramoso
- Rocambole (Ricardo Cohen)
- Silvia Bastasini
- Gloria Guerrero
- Roberto Pettinato
- Fito Páez
- Ralph Rothschild
- Gabriel Peralta

## Estación imposible
En el año 2007 se presentó un libro escrito por los periodistas Sebastián Benedetti y Martín Graziano, titulado Estación imposible - periodismo y contracultura en los '70, la historia del Expreso Imaginario, que cuenta la historia de la revista.